# Kings Cross (Sydney)

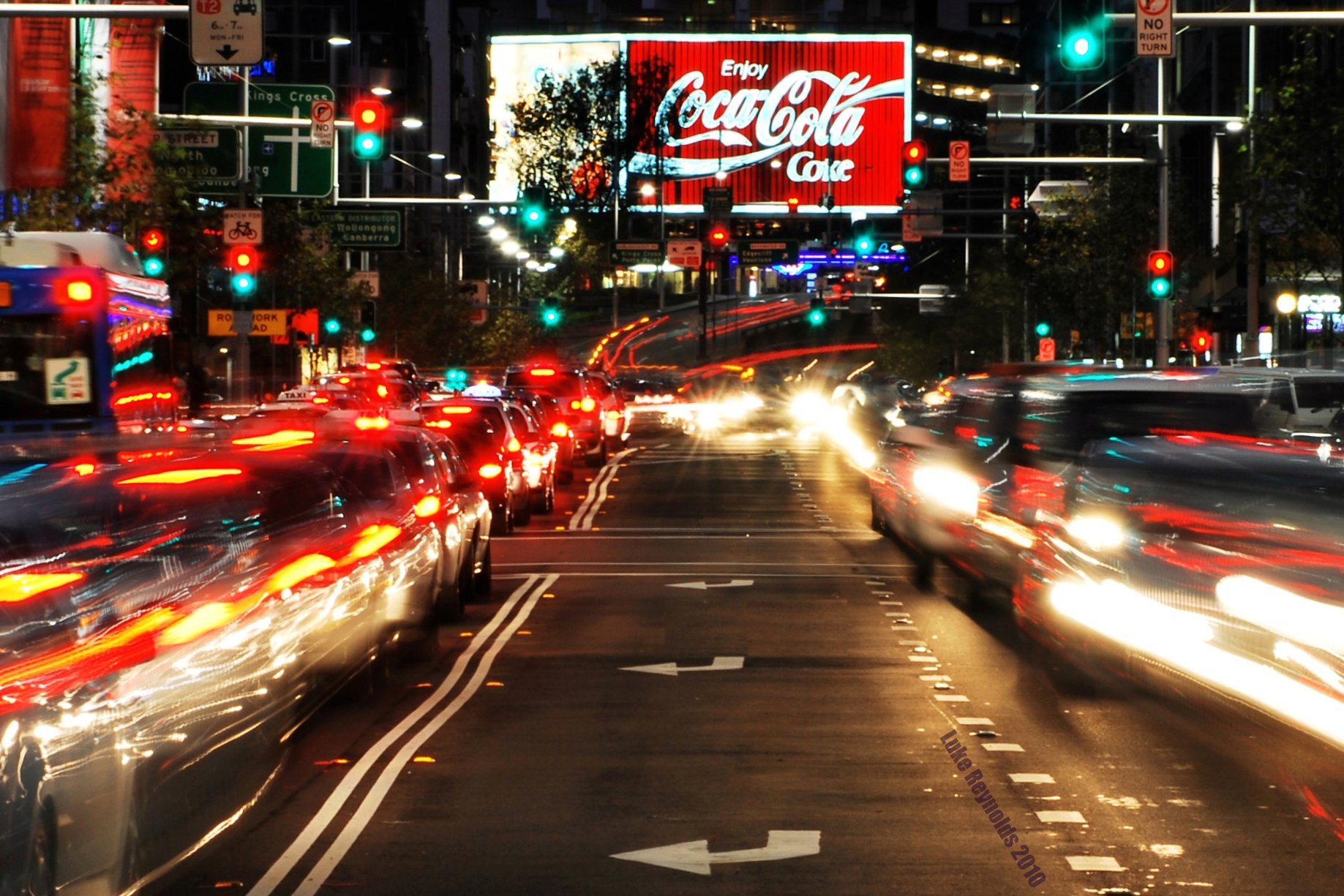
Nachtleben in Kings Cross

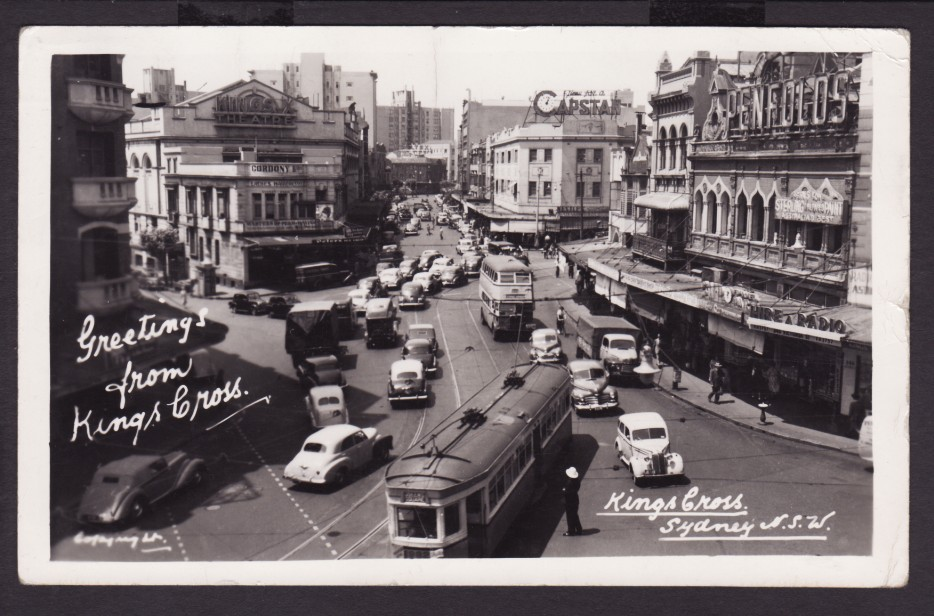
Kings Cross, Sydney, um 1950

Kings Cross (kurz KX) ist ein Stadtviertel am östlichen Rand der Innenstadt von Sydney, New South Wales, Australien. Die dortige S-Bahn-Station trägt denselben Namen. Der Stadtteil Kings Cross ist als das Rotlichtviertel von Sydney bekannt. Auf der zentralen Darlinghurst Road befinden sich zahlreiche Striptease-Läden sowie Kneipen und kleinere Clubs. Auf den Gehwegen suchen vereinzelt Prostituierte nach Kundschaft. Jedoch ist Kings Cross – entgegen der verbreiteten Meinung in der Bevölkerung Sydneys – kein gefährlicher Ort. Zahllose Touristen und Partygänger bevölkern das Viertel bis spät in die Nacht. Die große Polizeiwache vor Ort sorgt zusätzlich für ein sicheres Ambiente. In den dunkleren Seitenstraßen der Darlinghurst Road befinden sich einige Bordelle. 1970 wurde das erste Spiel der Snookerweltmeisterschaft 1971 im Kings Cross RSL Club gespielt.

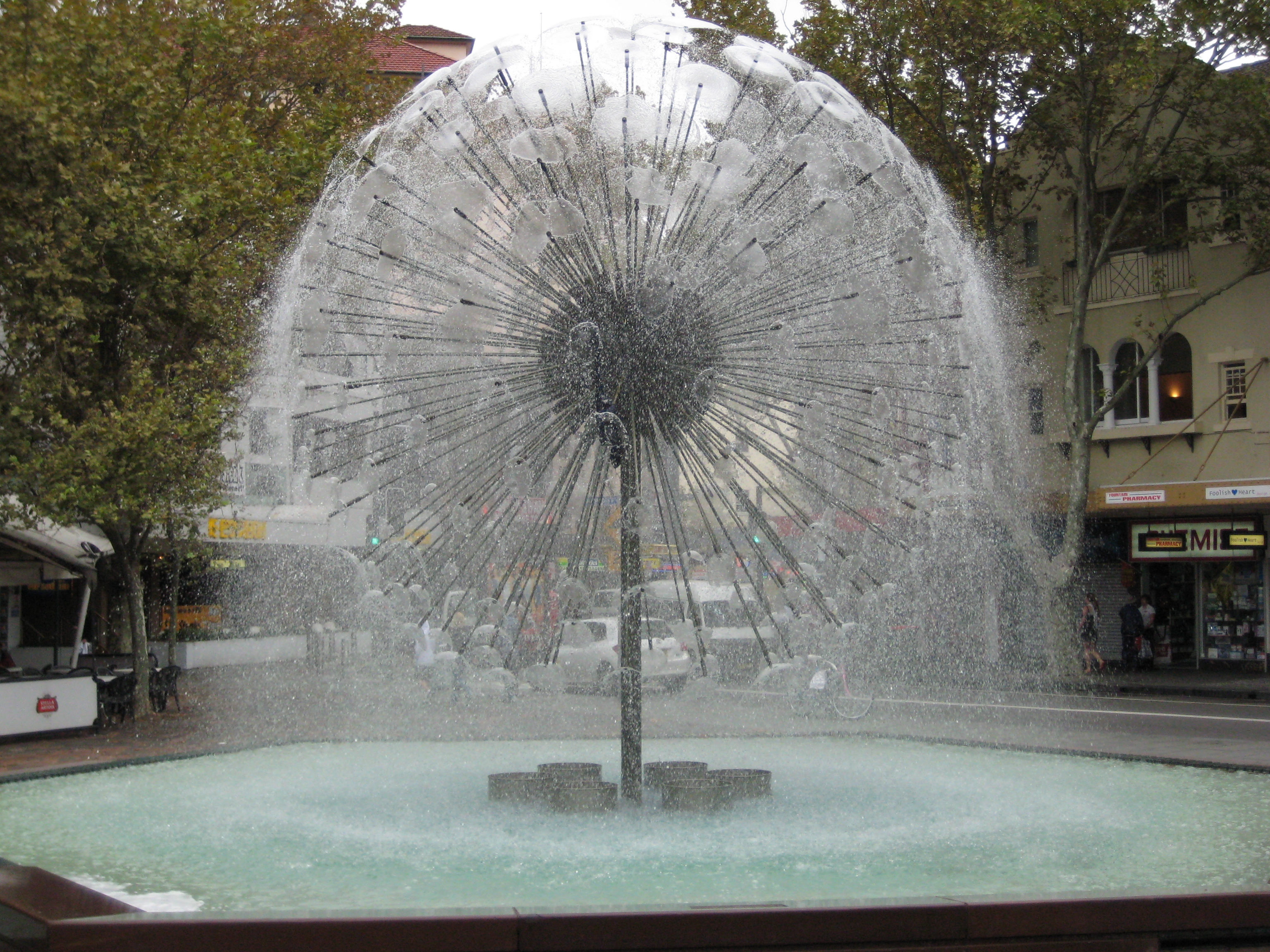
El-Alamein-Brunnen

## Trivia
Die australische Fernsehserie Last King of the Cross handelt von den illegalen Geschäften in Kings Cross.